# Japans patentverk

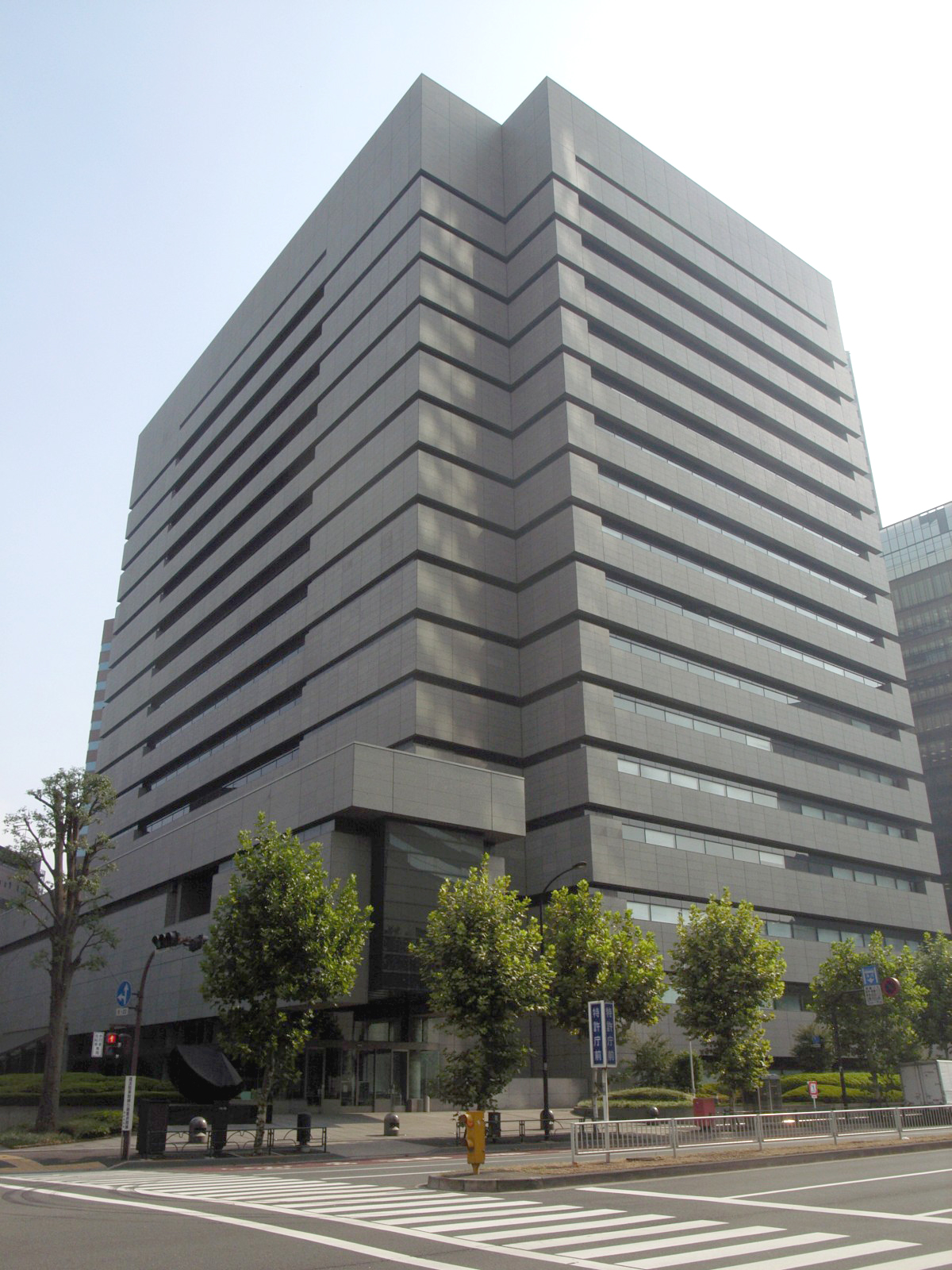
Japan Patent Office, Tokyo

Japans patentverk (japanska: 特許庁, Tokkyochō, engelska: Japan Patent Office) är den japanska statliga patentmyndigheten. Patentverket är underställt det japanska ministeriet för ekonomi, handel och industri. Verket ligger i centrala Tokyo, i Kasumigaseki, Chiyoda.